# فونسدريخت
فونسدريخت Woensdrecht  بلدية وبلدة بمقاطعة شمال برابنت، جنوبي هولندا.

## طوبوغرافيا
خريطة طوبوغرافية هولندية لبلدية فونسدريخت، يونيو 2015، (تقرأ بعد ثلاث نقرات على الخريطة).

## أعلام
- رينيه بينين